# Amedeus Stockmans
Amedeus Stockmans (Antwerpen, 24 juli 1844 - Lummen, 16 september 1922) was de vijfde generaal-overste van de Broeders van Liefde.

## Levensloop
Amedeus Stockmans werd geboren als Florent Stockmans, en was de vijfde van de zeven kinderen van koster en schoolmeester Petrus Stockmans en Filippina Vismans. Zijn ouders overleden toen hij nog jong was en de pastoor van zijn parochie nam hem onder zijn hoede. Hij stuurde hem naar het Institut Saint-Louis, een school die verbonden was aan het doofstommen- en blindeninstituut van de Broeders van Liefde in Schaarbeek.
In oktober 1862 trad hij in bij de Broeders van Liefde en nam de kloosternaam Amedeus aan. Hij doorliep het noviciaat en bereidde zich voor op het onderwijs. Op 22 februari 1864 legde hij zijn eeuwige geloften af. In 1865 werd hij tot leraar benoemd in de school waar hij zelf les had gevolgd. Hij schreef een handboek over vaderlandse geschiedenis, die door rijkscommissie voor de lagere scholen werd aanbevolen.
Op zijn dertigste werd hij secretaris van het psychiatrisch instituut Guislain in Gent. Het jaar daarop werd hij directeur van het Saint-Charlesinstituut in Froidmont en overste van de broedercommunauteit.
Toen de broeders met stemrecht, 32 in totaal, in september 1876 in de Bijloke samenkwamen, werden de capaciteiten van Amedeus besproken. Hij was tweetalig, hij schreef goed en had kennis van financieel beheer, hij was vertrouwd met de verschillende activiteiten van de congregatie, hij was een goed kloosterling en hij straalde een natuurlijk gezag uit. Dat hij de jongste onder hen was bleek geen rol te spelen. De broeders hadden maar één stemronde nodig om Amedeus met 29 stemmen op 32 tot nieuwe generaal-overste te verkiezen.

## Generaal-overste
Zodra hij verkozen was begon Stockmans aan een grondige visitatie van alle in België gevestigde communauteiten. Het jaar daarop trok hij naar Montreal en Boston. Na ieder bezoek kregen de broeders een uitgebreid verslag over zijn bevindingen. Hij ondertekende die verslagen alleen en bekommerde zich niet meer om de bisschoppelijke richtlijn dat ook de geestelijke directeur dergelijke documenten moest mee goedkeuren en ondertekenen.
In het vooruitzicht van verdere uitbreiding van de activiteiten van de congregatie, begon Amedeus te werken aan de rekrutering. Hij stichtte een klein-noviciaat voor jonge aspiranten. Enkele maanden later waren ze al met tien. In 1877 begon dit met drie kandidaten, in de Appelstraat in Gent. In 1880 opende hij een normaalschool in Mol die voorbereidde op het staatsexamen voor onderwijzer. Op die school werd het juvenaat geënt van jongens die belangstelling hadden voor het kloosterleven. Ze volgden de lessen aan de normaalschool en leefden er gratis, mits het leveren van materiële hulp in het huishouden van de school.

## Congregatie naar pauselijk recht
De uitbreiding van de activiteiten van de congregatie bracht met zich mee dat ze in een tiental verschillende bisdommen actief werden. Afhankelijk blijven van één bisschop was moeilijk houdbaar en daarom werd het wenselijk de congregatie te doen aanvaarden als van pauselijk recht.
Hiervoor moest heel wat diplomatie worden gebruikt, enerzijds om de nodige steun in Rome te bekomen, anderzijds om de te verwachten oppositie van de Gentse bisschop te omzeilen. De pauselijke nuntius in Brussel, Domenico Ferrata, bleek hierbij een kostbare bondgenoot. Ondanks het ongunstige advies van de bisschop van Gent, werd de Congregatie van de Broeders van Liefde op 20 maart 1888 voorlopig erkend als van pauselijk recht. De definitieve erkenning volgde op 22 april 1899.

## De Eerste Wereldoorlog
Stockmans was al 38 jaar algemene overste, toen de Eerste Wereldoorlog uitbrak en hij zich met moeilijkheden van organisatorische en financiële aard geconfronteerd zag.
Amedeus Stockmans overleed in 1922. Hij stond tot kort voor zijn dood actief aan de leiding van de congregatie.